# Paule Mink

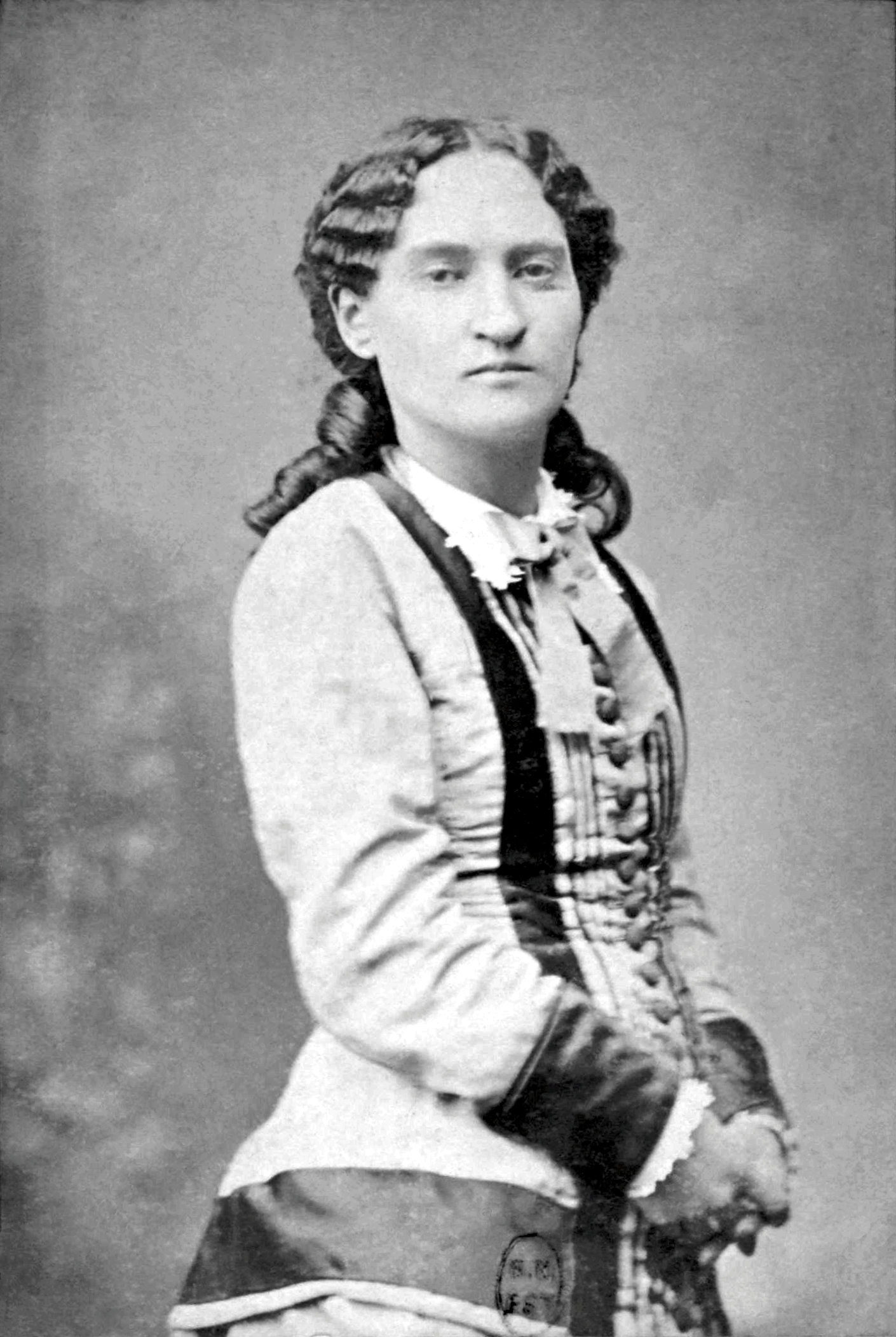
Paule Minck

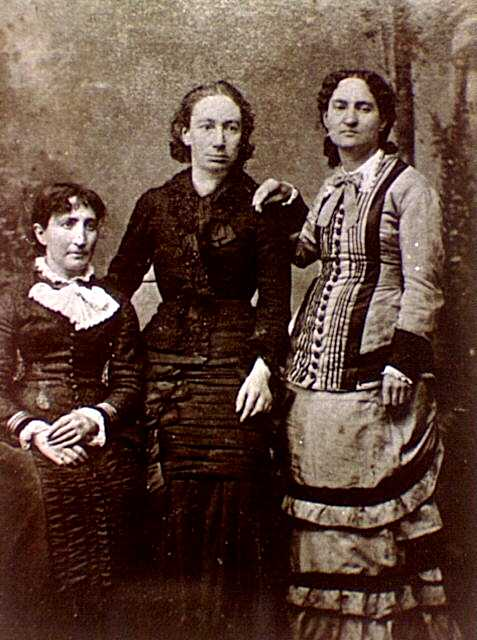
Paule Mink

Paule Mink, geboren als Adèle Paulina Mekarska, manchmal auch Minck genannt, (* 9. November 1839 in Clermont-Ferrand; † 28. April 1901 in Paris) war eine französische Sozialistin, Schriftstellerin, Journalistin, Kommunardin und Feministin.

## Herkunft und Anfänge
Adèle Paulina Mekarska wurde am 9. November 1839 in Clermont-Ferrand geboren. Ihr Vater, Graf Jean Nepomucène Mekarski (polnische Schreibweise Jan Nepomucen Mękarski), war ein polnischer Offizier, der nach dem erfolglosen polnischen Aufstand von 1830 ins Exil gegangen war; er war ein Verwandter des letzten polnischen Königs Stanislaus II. Ihre Mutter war eine Aristokratin, Jeanne-Blanche Cornelly de la Perrière. Adèles Eltern waren aufgeklärte Liberale, die Anhänger des utopischen Sozialismus von Henri de Saint-Simon waren. Adèle wurde gut erzogen, meist von Privatlehrern. Sie hatte zwei jüngere Brüder, Louis und Jules, die beide am polnischen Aufstand von 1863 und an der Pariser Kommune teilnahmen.
Als junge Frau heiratete sie den polnischen Aristokraten Fürst Bohdanowicz, mit dem sie zwei Töchter, Anna und Wanda, hatte. Über diesen Abschnitt ihres Lebens ist nicht viel bekannt, aber die Ehe scheint nicht glücklich gewesen zu sein und endete mit einer Scheidung. Weder das Datum der Heirat mit Bohdanowicz noch das der Scheidung sind bekannt. Danach war sie gezwungen, ihren Lebensunterhalt als Journalistin zu verdienen. Als glühende Republikanerin seit ihrem sechzehnten Lebensjahr war sie gegen das Zweite Kaiserreich und wandte sich dem revolutionären Sozialismus zu, nachdem sie durch die Vorträge von Maria Deraismes die Notwendigkeit erkannt hatte, für die Rechte der Frauen und insbesondere der Arbeiterinnen zu kämpfen. Sie wurde von radikalen Ideen angetrieben, insbesondere von einem starken Antiklerikalismus, der sie dazu veranlasste, die Scheidungsgesetzgebung gegen die heilige Darstellung der Ehe zu verteidigen:

« Man hat gesagt ..., dass die Ehe die göttliche Institution sei, und deshalb wollen wir sie nicht, weil wir weder Gott noch Mächte wollen. »

Sie ging 1867 nach Paris und war in den letzten Jahren des Kaiserreichs an der Seite von André Léo aktiv, während sie ihren Lebensunterhalt mit Handarbeiten und Sprachunterricht verdiente.
1868 gründete sie die revolutionäre Frauenvereinigung Société fraternelle de l'ouvrière (Brüderliche Gesellschaft der Arbeiterinnen), trat der Internationalen Arbeiterassoziation bei und kämpfte für das Recht der Frauen auf Lohnarbeit und gleiche Bezahlung. Gemeinsam mit Deraismes organisierte sie eine Reihe von öffentlichen Vorträgen über Frauenarbeit, die als erste genehmigte derartige öffentliche Versammlungen im Kaiserreich in die Geschichte eingingen. 1869 gründete sie zusammen mit Maria Deraismes, Louise Michel, Eliska Vincent, Léon Richer, Élie und Noémie Reclus, Louise Marie Émilie Simon und Caroline de Barrau die Société pour la défense des droits citoyens des femmes (Gesellschaft für die Verteidigung der Bürgerrechte von Frauen), deren Präsidentin sie war, und die republikanische Zeitung Les Mouches et l'Araignée (Die Fliegen und die Spinne), die nach der zweiten Ausgabe von den Machthabern verboten wurde. Darin kritisierte sie Napoleon III. und verglich ihn mit einer Spinne, die das Volk verschlinge. Adèle nannte sich nun Paule Mink oder Paule Minck (sie benutzte beide Schreibweisen).

## Krieg und Pariser Kommune
Bei Ausbruch des Krieges von 1870 organisierte sie die Verteidigung von Auxerre gegen die Preußen. Dafür wurde ihr die Aufnahme in die Ehrenlegion angeboten, die sie jedoch wegen ihrer Opposition zum Regime ablehnte. Während der Pariser Kommune 1871, als André Léo mit der Union des femmes pour la défense de Paris et les soins aux blessés (Union der Frauen für die Verteidigung von Paris und die Pflege der Verwundeten) zusammenarbeitete, eröffnete sie eine kostenlose Schule in der Kirche St-Pierre de Montmartre und leitete den Club de la Victoire, der sich in der Kirche Saint-Sulpice rive gauche traf. Sie beteiligte sich auch an der Organisation eines Ambulanzkorps. Benoît Malon, der einem gemäßigten Sozialismus nahestand, beschrieb diese zu Versammlungsräumen umfunktionierten Kirchen als Orte, „an denen improvisierende Redner ... die heilige Revolte der Armen, der Ausgebeuteten, der Unterdrückten ... predigten und die Energien für den entscheidenden Kampf aufputschten“. Minck war Mitarbeiterin der Zeitung Paris libre von Pierre Vésinier und gehörte zusammen mit Louise Michel dem Comité de vigilance de Montmartre (Wachsamkeitskomitee von Montmartre) an, das von Sophie Poirier geleitet wurde. Sie unternahm auch mehrere Reisen in die Provinz, um in anderen Städten für die Unterstützung der Pariser Kommune zu werben. Wegen einer dieser Touren war sie während der Blutigen Woche (Semaine sanglante) und der Niederschlagung der Kommune abwesend. So gelang es ihr, sich der Gefangennahme zu entziehen und aus Frankreich zu fliehen.

## Schweizer Exil
Wie auch anderen Kommunarden gelang es ihr, in die Schweiz zu fliehen. Dort lebte sie in ärmlichen Verhältnissen und sie hielt sich mit kleineren Arbeiten über Wasser. Ebenso wie Louise Michel wurde sie zur Deportation nach Neukaledonien verurteilt, musste die Strafe aber im Gegensatz zu Michel nicht antreten. Nach der Amnestie kehrte sie nach Frankreich zurück.

## Rückkehr nach Frankreich und politisches Engagement
Sie beteiligte sich an der Gründung der Fédération des travailleurs socialistes de France (Föderation der sozialistischen Arbeiter Frankreichs) unter der Führung von Jules Guesde und Paul Lafargue.
Im folgenden Jahr, 1881, setzte sie sich für die russische Nihilistin Guessia Guelfman ein, die ein Attentat auf den russischen Zaren verübt hatte, und wurde dafür inhaftiert. Um nicht aus Frankreich ausgewiesen zu werden, heiratete sie den anarchistischen Arbeiter Negro, um die französische Staatsbürgerschaft zu erhalten. Er erkannte die beiden Töchter an, die sie mit dem Maler Jean-Baptiste Noro hatte (Mignon und Jeanne-Héna). Das Paar hatte zwei weitere Kinder, Lucifer Blanqui Vercingétorix, der im Kindesalter starb, und Spartacus Blanqui Révolution, der vom Gericht in Maxime umbenannt wurde.
In der Folge hielt sie Vorträge; dabei wird berichtet, dass einer dieser Vorträge den Anarchisten Ravachol dazu bewogen habe, seine religiösen Ideen aufzugeben.
Sie beteiligte sich aktiv an der 1882 von Jules Guesde gegründeten Parti ouvrier français (Französische Arbeiterpartei). Über ihre De-Facto-Kandidatur –Frauen waren nicht wählbar – bei den Parlamentswahlen 1893 im 6. Pariser Arrondissement berichtete die Tageszeitung Le Petit Journal am 19. August 1893, die damals eine Auflage von einer Million Exemplaren hatte:

« Nachdem sie zweimal ihre Kandidatur erklärt hatte, erhielt (sie) vom Präfekten des Départements Seine eine offizielle Erklärung, dass er ihre Erklärung nicht akzeptieren könne, da Frauen keine Bürgerrechte besäßen. Frau Paule Minck hat beschlossen, sich darüber hinwegzusetzen und trotzdem zu kandidieren, um den Grundsatz der Gleichberechtigung der Frauen durch Tatsachen zu beweisen. In der Tat hat gestern Abend in einer Wahlversammlung im Saal Octobre eine sehr zahlreiche Versammlung die Protestkandidatur der Bürgerin Paul (sic) Minck bejubelt. »

## Journalismus und späte Jahre
1888 wurde sie Chefredakteurin der in Perpignan erscheinenden Zeitung Le Socialiste des Pyrénées-Orientales, bevor sie nach Paris zurückkehrte, wo sie von 1894 bis 1895 eine der wichtigsten Redakteure der von Maurice Barrès gegründeten Zeitung La Cocarde war. Sie arbeitete auch für die republikanische Petite République, die Aurore und die 1897 von Marguerite Durand gegründete feministische Tageszeitung La Fronde.
Im Jahr 1894 hatte sie im Théâtre-Social zwei kleine Stücke aufführen lassen: Qui l’emportera ? (Wer wird siegen?) und Le Pain de la honte (Das Brot der Schande). Im Laufe der Dreyfus-Affäre engagierte sie sich auf der Seite der Dreyfusards. Sie war Mitglied der gemischten Freimaurerloge Le Droit Humain.
Nach ihrem Tod wurde sie auf dem Friedhof Père-Lachaise eingeäschert, wo sich am 1. Mai 1901, dem Internationalen Tag der Arbeit, zahlreiche Sozialisten, Anarchisten und Feministinnen versammelt hatten. Ihre Asche wurde mit einer kostenlosen Konzession im Kolumbarium des Père-Lachaise (Grab Nr. 1029) beigesetzt. Die Konzession wurde bis 1931 verlängert und dann von der Verwaltung übernommen.

## Einschätzungen und Ehrungen

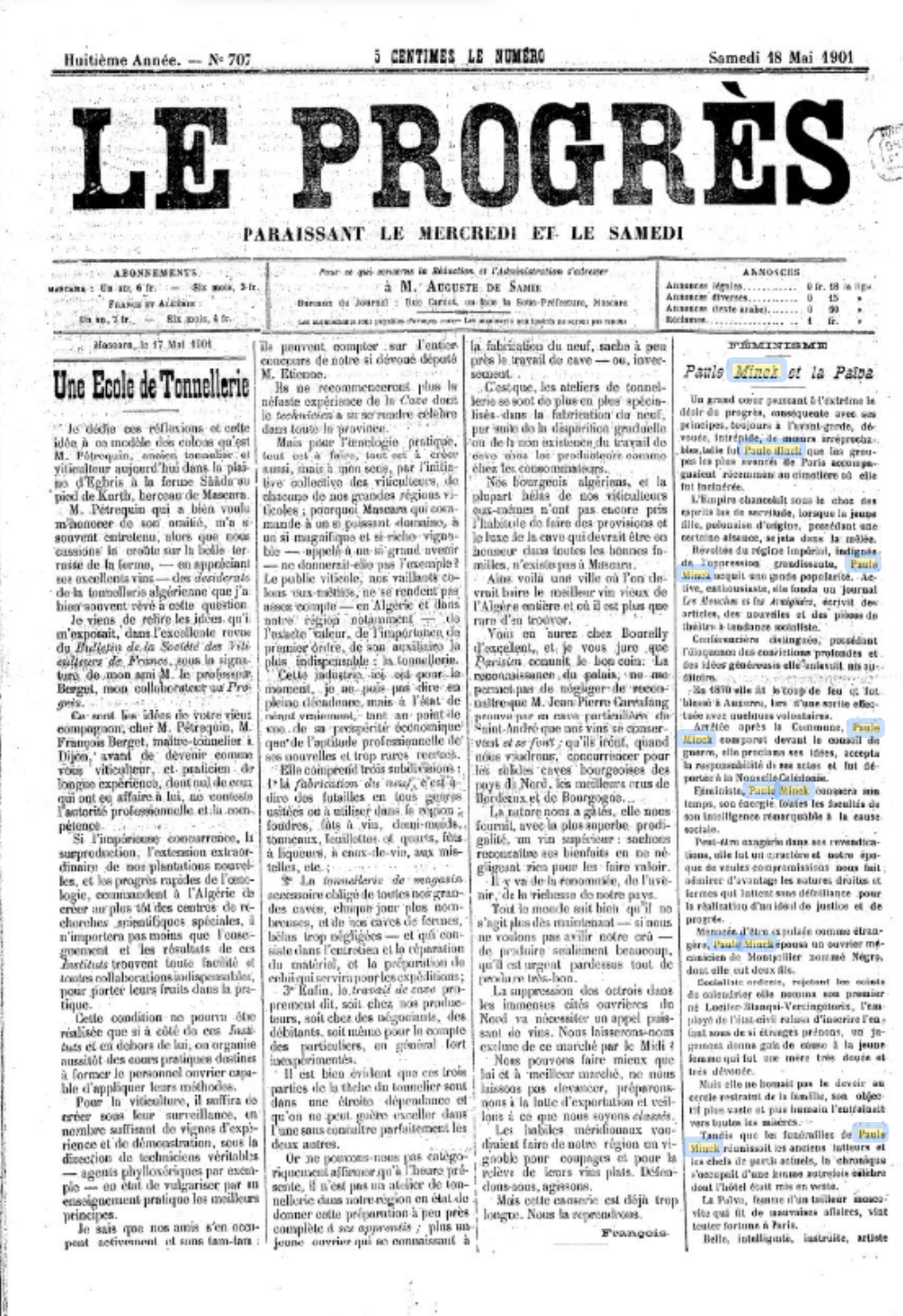
Féminisme Paule Minck et la Païva

In einer Meldung der Tibune de Genève hieß es: „Wenn es zu einer Revolution kommt, wird man sie wohl als Frauenrevolution bezeichnen können, denn sie wird von zwei herausragenden Megären angeführt worden sein: Louise Michel und Paule Minck. Ich bin mir nicht sicher, wer von diesen Exemplaren des schönen Geschlechts die Verrücktere ist.“
Die Zeitung Le Progrès würdigte sie in einem Artikel vom 18. Mai 1901 mit dem Titel „Paule Minck et la Païva“, der mit den Worten endete: „Die Kurtisane baut sich noch Paläste mit dem Gold, das sie sich aus der Armut erkauft, und man macht sich über die Frau lustig, die gleiche Rechte wie der Mann fordert“.
Im Tagebuch von Paul Léautaud heißt es am 12. Mai 1929: „Gestern Morgen Besuch der Tochter von Paule Minck ... Diese arme Frau immer noch im schwarzen Elend. Gab 20 Francs“.
Im Jahr 2021 wurde anlässlich des 150. Jahrestags der Pariser Kommune ein öffentlicher Garten im 20. Arrondissement von Paris unter dem Namen Jardin Paule-Minck eingeweiht.

## Schriften
- Pétard féminin, Le coup de feu[21], Nr. 2, Oktober 1885, S. 11
- La femme en Algérie, Le coup de feu, Nr. 5, Januar 1886, S. 12
- Lever d’aurore, Le coup de feu, Nr. 12, August 1886, S. 4
- La femme en Algérie, Le coup de feu, Nr. 14, Oktober 1886, S. 14
- Misère !, Le coup de feu, Nr. 18, Februar 1887, S. 4
- La semaine terrible, Le coup de feu, Nr. 22, Juni 1887, S. 7